# Canalul Kiel

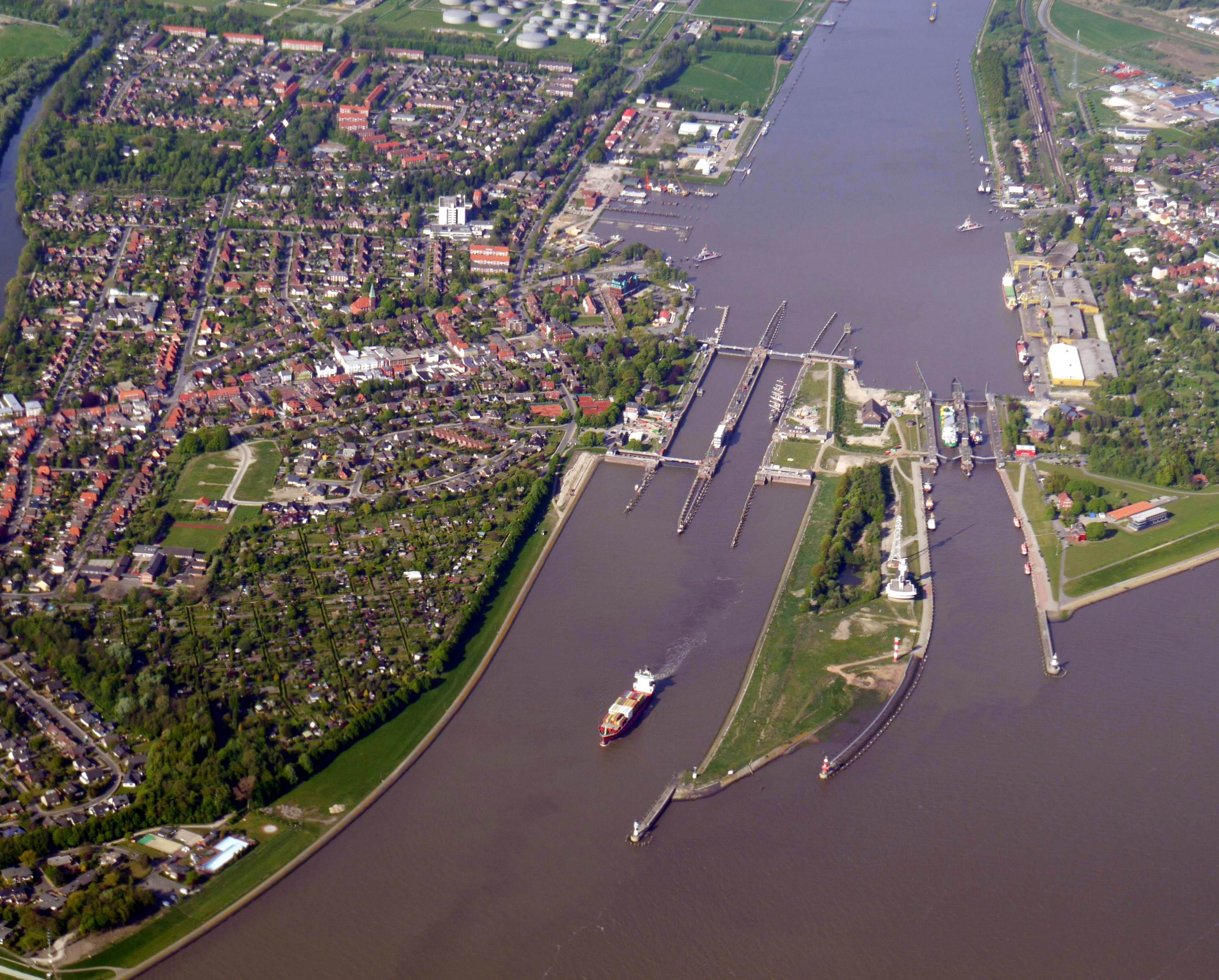
Vedere aeriană a ecluzelor de la Brünsbüttel pe Canalul Kiel

Canalul Kiel (germană Nord-Ostsee-Kanal, textual „Canalul Marea Nordului – Marea Baltică”), numit Kaiser-Wilhelm-Kanal până în 1949, este un canal lung de 98 km în landul german Schleswig-Holstein.
Canalul Kiel este cel mai lat (104 m) și mai adânc (cel puțin 13,7 m) canal din lume. Măsoară 98,26 km lungime. Canalul a fost construit între 1887 și 1895, după care a fost lărgit în 1907-1914.
Canalul leagă Marea Nordului la Brunsbüttel cu Marea Baltică la Kiel. Aproximativ 460 km sunt economisiți prin folosirea Canalului Kiel în loc de a naviga în jurul peninsulei Iutlanda. 
După website-ul canalului, el este cea mai frecvent folosită cale navigabilă din lume; peste 43.000 de vase au trecut prin el în 2007, fără a lua în considerare ambarcațiunile mici. 